# Cotinis alboscripta
Cotinis alboscripta är en skalbaggsart som beskrevs av Oliver Erichson Janson 1878. Cotinis alboscripta ingår i släktet Cotinis och familjen Cetoniidae. Inga underarter finns listade i Catalogue of Life.